# Nguyễn Hoàng Lam

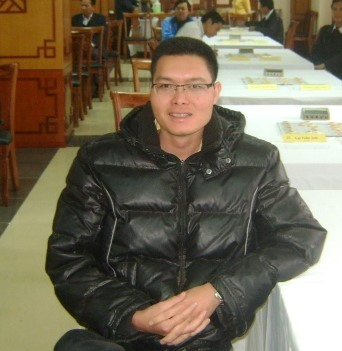
Nguyễn Hoàng Lâm (2012)

Nguyễn Hoàng Lam (* 31. Juli 1980 in Hanoi) ist ein vietnamesischer Xiangqi-Spieler. Bislang wurde er Erster bei der Asienmeisterschaft 2011 im Schachspiel Xiangqi in 2011 und vietnamesischer Xiangqi-Meister 2012. Hier setzte er sich gegen den ebenfalls in Ho-Chi-Minh-Stadt lebenden Dao Quoc Hung durch. Auf nationaler Ebene belegte er darüber hinaus drei Mal den zweiten Platz 2010, hier unterlag er gegen Võ Minh Nhất, 2011 war er unterlegen gegen Nguyễn Thành Bảo und 2014 war er sieglos gegen Lại Lý Huynh. Vier Mal belegte er den dritten Platz (2004, 2006, 2008 und 2015).
Er lebt aktuell in Ho-Chi-Minh-Stadt und spielt für die dortige Xiangqi-Mannschaft. Im Jahr 2012 gewann er zudem die in Lille abgehaltenen Weltdenksportspiele im Xiangqi und 2014 die Team-Silbermedaille bei den 18. Asiatischen Xiangqi-Meisterschaften.

## Bisherige Erfolge

### International
- 2011: Erster bei der Asienmeisterschaft
- 2012: Erster bei den Weltdenksportspielen
- 2014: Team-Zweiter bei den 18. Asiatischen Xiangqi-Meisterschaften

### National
- 2004: Dritter der vietnamesischen Meisterschaft
- 2006: Dritter der vietnamesischen Meisterschaft
- 2008: Dritter der vietnamesischen Meisterschaft
- 2010: Vietnamesischer Vize-Meister
- 2011: Vietnamesischer Vize-Meister
- 2012: Vietnamesischer Meister
- 2014: Vietnamesischer Vize-Meister
- 2015: Dritter der vietnamesischen Meisterschaft